# U-17 (1935)
U-17 – niemiecki okręt podwodny (U-Boot) typu II B z okresu II wojny światowej. Okręt wszedł do służby w 1935 roku.

## Historia
Okręt wziął udział w czterech patrolach bojowych, podczas których zatopił 3 niewielkie jednostki handlowe (w tym jedną za pomocą min) o łącznej pojemności 1825 BRT. Od maja 1940 roku wykorzystywany w roli jednostki szkolnej.
Wycofany z czynnej służby 6 lutego 1945 roku; zatopiony przez własną załogę 2 maja 1945 roku w Wilhelmshaven (operacja Regenbogen).